# قدمگاه (شازند)
قدمگاه (شازند)، روستایی از توابع بخش مرکزی شهرستان شازند در استان مرکزی ایران است.

## موقعیت جغرافیایی
قدمگاه در بیست و چهار کیلومتری جنوب غربی شهر اراک قرار دارد فاصله این قدمگاه تا شهر شازند شش کیلومتر و تا شهر مقدس آستانه پانزده کیلومتر است قدمگاه در سه راهی شازند اراک و خمین و ازنا قرار گرفته و به همین دلیل تردد خودرو از این روستا بسیار زیاد است از طرف دیگر راه ارتباطی روستاهای باغ بر آفتاب، رأشان، هفته، بازنه و… با شهر شازند از این مکان می‌گذرد.

## جمعیت
این روستا در دهستان قره کهریز قرار دارد و براساس سرشماری مرکز آمار ایران در سال ۱۳۸۵، جمعیت آن ۲٬۰۱۲ نفر (۵۹۲خانوار) بوده‌است. این روستا در یک کیلومتری صنایع پالایشگاه و پتروشیمی شهرستان واقع شده‌است.